# كاستيجليون فاليتو
كاستيجليون فاليتو هي كومونا في مقاطعة كونية في منطقة بيمنتة الإيطالية تقع على بعد 50 كيلومتر (31 ميل) جنوب شرق تورينو و 40 كيلومتر (25 ميل) شمال شرق كونية.
تقع كاستيجليون فاليتو على حدود البلديات التالية: ألبا وبارولو ولا مورا ومونفورتي دي ألبا وسيرالونجا دي ألبا.

## المدن التوأم
- مونتيلير، سويسرا.